# Martinho da Vila

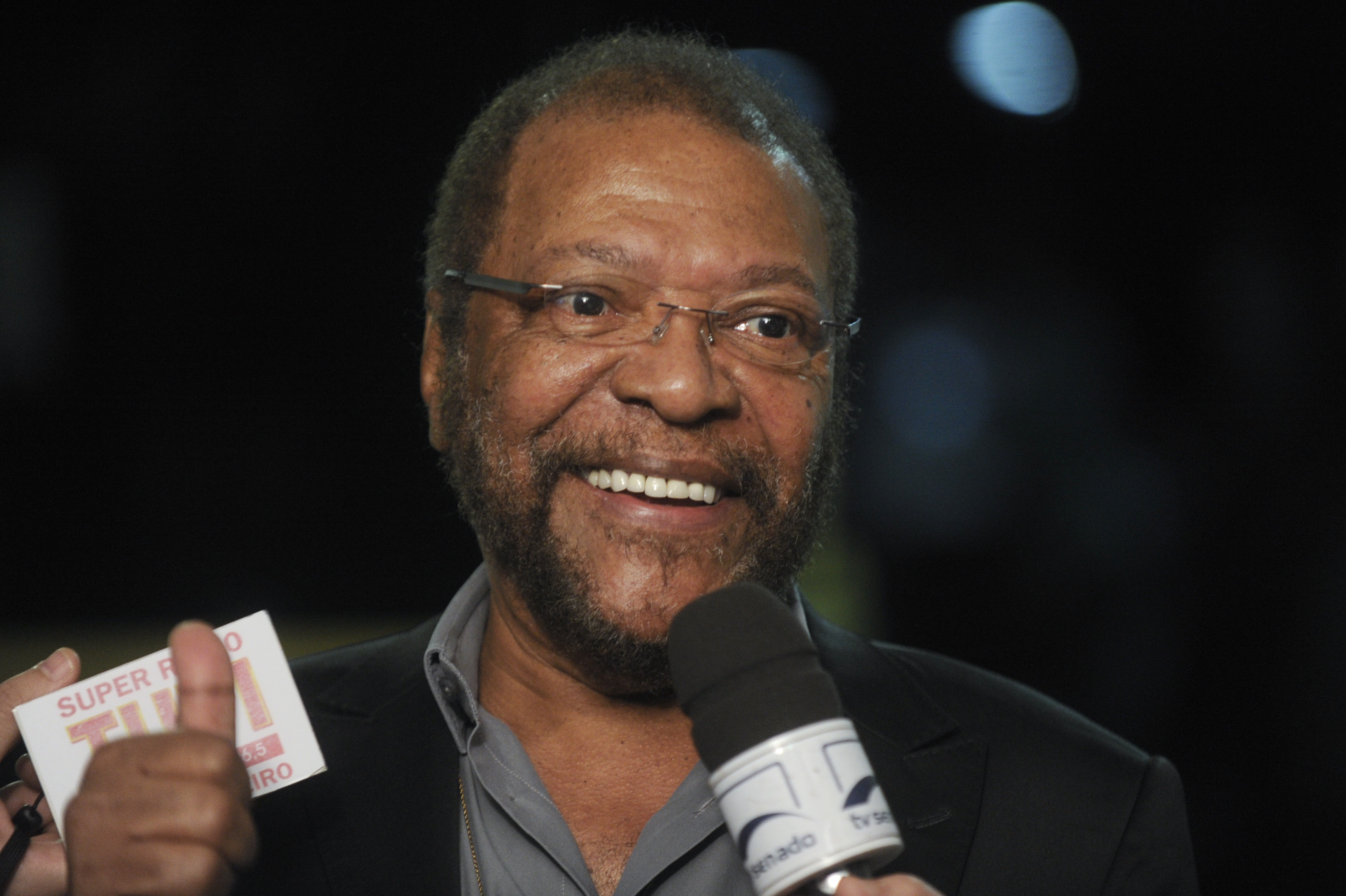
Martinho da Vila (2014)

Martinho José Ferreira, bekannt unter dem Künstlernamen Martinho da Vila (* 12. Februar 1938 in Duas Barras, Bundesstaat Rio de Janeiro), ist ein brasilianischer Musiker und Autor. Er gilt seit den 1970er-Jahren als einer der Hauptvertreter des brasilianischen Sambas und der brasilianischen Populärmusik (Música Popular Brasileira, MPB).

## Leben und Wirken
Martinho da Vila ist ein produktiver Songwriter mit Hunderten von aufgenommenen Songs auf über 40 Soloalben. International bekannte Künstler wie Nana Mouskouri (Griechenland), Ornella Vanoni (Italien), Kátia Guerreiro (Portugal) und Rosario Flores (Spanien) haben Martinhos Lieder interpretiert.
Martinho da Vila gilt als einer der prägendsten Vertreter des Sambas, als solcher anerkannt von berühmten Kollegen wie Zeca Pagodinho, Arlindo Cruz, Chico Buarque, Beth Carvalho, Noel Rosa und Alcione. Darüber hinaus hat Martinho einige der wichtigsten Samba-Enredos (für Samba-Schulen geschriebene Sambas) komponiert und eine solide Partnerschaft mit der Sambaschule Vila Isabel geschlossen.
Martinho da Vila nahm an dem symphonischen Projekt "Samba Classics", früher unter der Leitung des Maestro Silvio Barbato (1959–2009), teil, das von mehreren klassischen Orchestern wie denen von Belo Horizonte, Brasília und Espirito Santo sowie dem Petrobras-Orchester aufgeführt wurde.
Martinho ist nicht nur ein gefeierter Sänger und Songwriter, sondern auch Autor von 13 Büchern. Sein bekanntestes literarisches Werk ist der Roman Os Lusófonos.
Als Journalist schreibt Martinho Artikel für die wichtigsten Tageszeitungen Brasiliens wie O Globo, A Folha de São Paulo und O Estadão sowie für mehrere Magazine und war zwei Jahre lang wöchentlicher Kolumnist der Tageszeitung O Dia.
Martinho da Vila ist auch (partei)politisch aktiv und prominentes Mitglied der kleinen Partido Comunista do Brasil (PCdoB).

## Diskografie

### Alben
- 1969: Martinho da Vila (RCA Victor)
- 1970: Meu Laiá-raiá (RCA Victor)
- 1971: Memórias de um Sargento de Milícias (RCA Victor)
- 1972: Batuque na Cozinha (RCA Victor)
- 1973: Origens (Pelo telefone) (RCA Victor)
- 1974: Canta Canta, Minha Gente (RCA Victor)
- 1975: Maravilha de Cenário (RCA Victor)
- 1976: Rosa do Povo (RCA Victor)
- 1976: La Voglia La Pazzia/L’ Incoxienza/L’ Allegria (RCA Victor)
- 1977: Presente (RCA Victor)
- 1978: Tendinha (RCA Victor)
- 1979: Terreiro, Sala e Salão (RCA Victor)
- 1980: Portuñol Latinoamericano (RCA Victor)
- 1980: Samba Enredo (RCA Victor)
- 1981: Sentimentos (RCA Victor)
- 1982: Verso e Reverso (RCA Victor)
- 1983: Novas Palavras (RCA Victor)
- 1984: Martinho da Vila Isabel (RCA Victor)
- 1984: Partido Alto Nota 10 (CID)
- 1985: Criações e Recriações (RCA Victor)
- 1986: Batuqueiro (RCA Victor)
- 1987: Coração Malandro (RCA Victor/Ariola)
- 1988: Festa da Raça (CBS)
- 1989: O Canto das Lavadeiras (CBS)
- 1990: Martinho da Vida (CBS)
- 1991: Vai Meu Samba, Vai (Columbia/Sony Music)
- 1992: No Templo da Criação (Columbia/Sony Music)
- 1992: Martinho da Vila (Columbia/Sony Music)
- 1993: Escola de Samba Enredo Vila Isabel (Columbia/Sony Music)
- 1994: Ao Rio de Janeiro (Columbia/Sony Music)
- 1995: Tá Delícia, tá Gostoso (Sony Music, BR: Diamant)[1]
- 1997: Coisas de Deus (Sony Music)
- 1997: Butiquim do Martinho (Sony Music) 758.325/2-479455
- 1999: 3.0 Turbin* ado ao Vivo (Sony Music, BR: Platin)
- 1999: O Pai da Alegria (Sony Music, BR: Gold)
- 2000: Lusofonia (Sony Music)
- 2001: Martinho da Vila, da Roça e da Cidade (Sony Music)
- 2002: Martinho Definitivo (Sony Music, BR: Gold)
- 2002: Voz e Coração (Sony Music)
- 2003: Martinho da Vila – Conexões (MZA/Sony Music)
- 2004: Conexões Ao Vivo (MZA/Universal Music Group)
- 2005: Brasilatinidade (MZA/EMI, BR: Gold)
- 2006: Brasilatinidade Ao Vivo (MZA/EMI)
- 2006: Martinho José Ferreira – Ao Vivo na Suíça (MZA/Universal Music) (Shows vom Montreux Jazz Festival der Jahre 1988, 2000 und 2006)
- 2007: Martinho da Vila do Brasil e do Mundo (MZA / Universal Music)
- 2008: O Pequeno Burguês – live (MZA Music)
- 2010: Poeta Da Cidade – Canta Noel (Biscoito Fino)
- 2011: Lambendo a cria (MZA Music)
- 2011: 4.5 Atual (Sony Music)
- 2013: Samba Book – Martinho da Vila (Musickeria/Som Livre – Show mit Versionen anderer Künstler; CD, DVD, und Blu-Ray, inkl. 60 Partituren)
- 2014: Enredo (Biscoito Fino)
- 2016: De Bem com a Vida (Sony Music)
- 2018: Alô Vila Isabeeeel!!! (Sony Music)
- 2018: Bandeira da fé (Sony Music)
- 2020: Rio: Só vendo à vista (Sony Music)
- 2022: Mistura Homogênea (Sony Music)

### Videoalben
- 2004: Conexões Ao Vivo (BR: Gold)